# Sirajuddin Haqqani
Sirajuddin "Siraj" Haqqani (sinh khoảng 1970) là một chỉ huy quân sự người Pastun đã dẫn dắt lực lượng Waziristan trong Chiến tranh Waziristan chống tại Pakistan (2004-8). Siraj là con trai của một nhà lãnh đạo Taliban, Jalaluddin Haqqani, người từng chiến đấu chống quân Liên Xô ở Afghanistan trong thập niên 1980 và nay các cấp chỉ huy quân sự Hoa Kỳ coi là kẻ thù nguy hiểm. Cả hai cha con đều có mối liên hệ mật thiết với al-Qaeda và đã giúp đưa các tay súng ngoại quốc vào Afghanistan. Siraj coi như rất có thế lực trong vùng Đông Afghanistan, một cấp chỉ huy Taliban người Afghanistan hoạt động ở hai bên biên giới, bị cáo buộc mở ra các cuộc tấn công vào quân đội Tây phương ở Afghanistan. Dande Darpa Khel và khu vực lân cận là cứ địa của Siraj. Ông có một trường, nói là dạy Hồi giáo, trong làng này và đã từng bị tấn công bằng hỏa tiễn của Hoa Kỳ vào tháng 10 năm 2008 làm thiệt mạng 20 người.
Ngày 21/8, 2009, một phi cơ không người lái của Hoa Kỳ bắn một hỏa tiễn vào một nơi ẩn náu của phiến quân trong vùng sinh sống của bộ tộc tại Pakistan, làm thiệt mạng 12 người, trong nỗ lực tiêu diệt Siraj. Có ba phụ nữ thiệt mạng trong cuộc tấn công nhưng không rõ liệu Siraj còn sống hay chết. Hỏa tiễn bắn trúng một căn nhà ở Dande Darpa Khel, một ngôi làng cách Miran Shah trong vùng Bắc Waziristan khoảng 1 cây số về phía Tây. Hoa Kỳ tấn công dựa trên nguồn tin nói rằng Siraj đang ở trong nhà nhưng giới chức Pakistan không thể xác nhận là ông ta có ở đó hay không. Siraj đã từng đến nơi này trước đây.
New York Magazine thông báo có một phần thưởng $5 triệu cho ai cung cấp thông tin dẫn đến việc bắt giữ ông.